# 8 подруг Оушена
«8 подруг Оушена» (англ. Ocean's 8) — американський кримінальний фільм режисера Гері Росса, світова прем'єра якого відбулась 5 червня 2018, а українська — 14 червня 2018 року. Спіноф кінотрилогії Оушена 2000-х років.

## Сюжет
Щойно вийшовши з в’язниці, Деббі Оушен (Сандра Буллок), така ж заповзятлива сестра Денні Оушена, збирає команду досвідчених злочинниць для викрадення найдорожчого у світі кольє прямісінько з шиї супермоделі Дафни Крюгер (Енн Гетевей) під час щорічного балу Музею мистецтва Метрополітен. Деббі залучить людей, на яких можна покластися: за справу візьмуться її найкраща подруга Лу (Кейт Бланшетт), колишня контрабандистка Теммі (Сара Полсон), авангардна модельєрка Роуз (Гелена Бонем Картер), вміла хакерка Дев'ятка (Ріанна) та інші, не менш колоритні подруги Деббі.

## У ролях
Подруги Оушена
- Сандра Буллок — Деббі Оушен
- Кейт Бланшетт — Лу
- Гелена Бонем Картер — Роуз
- Енн Гетевей — Дафні Клюгер
- Ріанна — Дев'ятка
- Мінді Калінг — Аміта
- Сара Полсон — Теммі
- Аквафіна — Констанс

Інші
- Річард Армітедж — Клод Беккер
- Джеймс Корден — Джон Фрейзер
- Дакота Феннінг — Пенелопа Стерн
- Цинь Шаобо — Єн
- Елліотт Ґулд — Рубен Тішкофф
- Гріффін Данн — співробітник комісії з умовно-дострокового звільнення

Зіркові камео
- Анна Вінтур
- Зейн Малік
- Кеті Холмс
- Олівія Манн
- Лілі Олдрідж
- Марія Шарапова
- Серена Вільямс
- Адріана Ліма
- Александр Ван
- Лю Вень
- Зак Позен
- Кім Кардашян
- Кендалл Дженнер
- Кайлі Дженнер
- Гейлі Болдвін
- Гайді Клум
- Келлі Рорбах
- Джіджі Хадід
- Common
- Лорен Санто Домінго